# Giey-sur-Aujon
Giey-sur-Aujon település Franciaországban, Haute-Marne megyében. Lakosainak száma 145 fő (2022. január 1.). Giey-sur-Aujon Arbot, Arc-en-Barrois, Aubepierre-sur-Aube, Bugnières, Rouvres-sur-Aube, Saint-Loup-sur-Aujon és Ternat községekkel határos.

## Népesség
A település népességének változása:
| Lakosok száma | 177  | 154  | 136  | 154  | 138  | 127  | 130  | 142  | 142  | 145  |
|               | 1968 | 1982 | 1990 | 2006 | 2013 | 2015 | 2017 | 2019 | 2020 | 2022 |